# Молочай степовий
Молоча́й степови́й (Euphorbia stepposa) — багаторічна трав'яниста рослина родини молочайних. Росте в степовій природній зоні Європи.

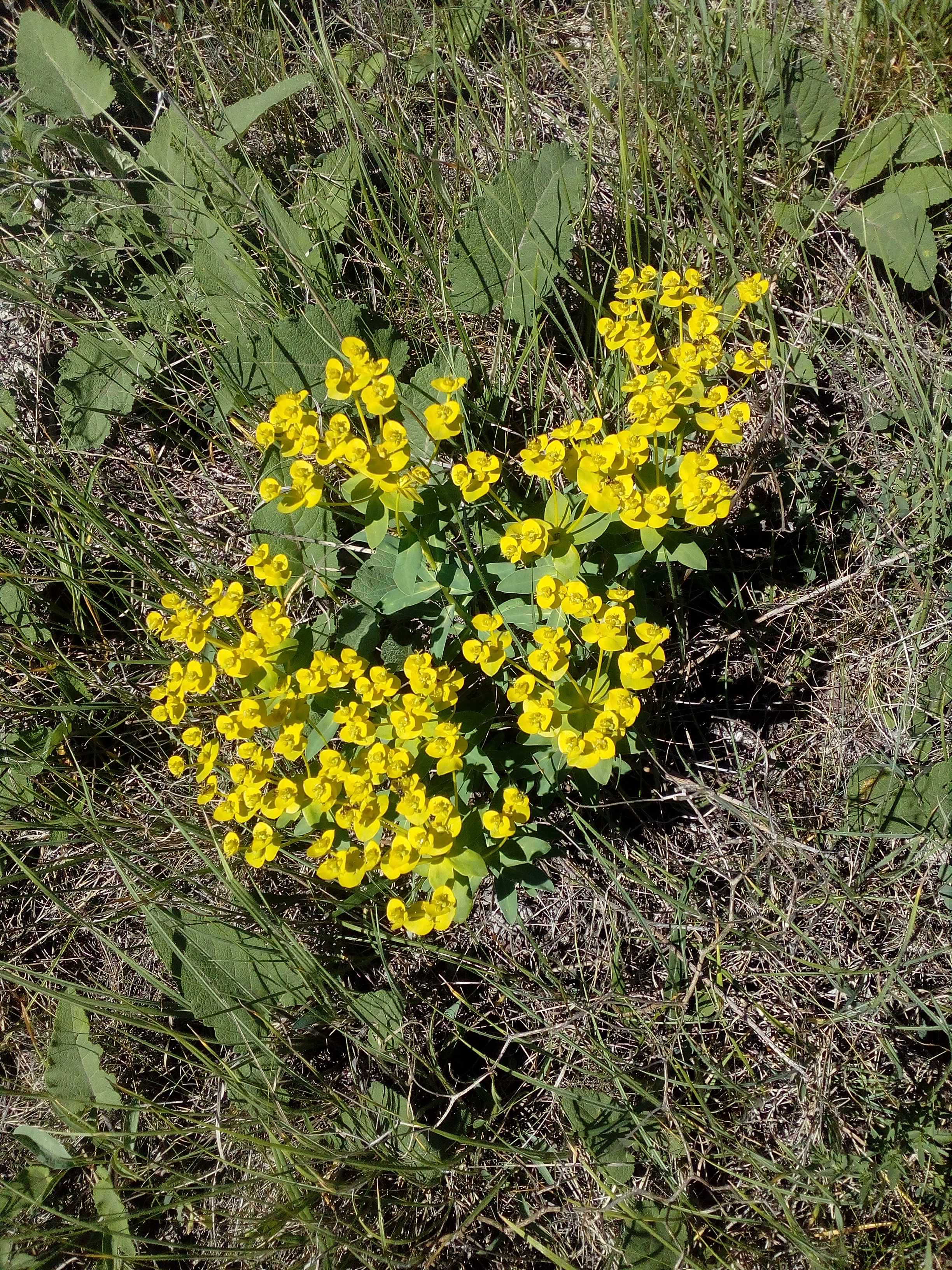
Молочай степовий у Дворічанському національному природному парку

## Опис
Багаторічна рослина заввишки 20–70 см. Стебло прямостояче, голе, сизувате, 30–60 см заввишки. Листки цілісні, чергові, широко ланцетні, з 3–5 жилками, шкірясті, тупі, з невеличким верхівковим вістрям. Найчастіше довгасті, 4–21 мм завширшки, довжина листа в 3–8 разів перевищує його ширину, бічних серединних жилок 2 пари. Квітки різностатеві, однодомні, без оцвітини; одна маточкова квітка та 10–12 тичинкових квіток оточені чашечкоподібним покривальцем і утворюють невеличкі суцвіття, подібні до квітки. Головних променів суцвіття 7–13. Плід — трилопатевий трійчатий горішок. Цвіте у червні — серпні.

## Поширення
Поширений по території України, Румунії, Молдові, південному заході Росії.
В Україні вид зростає у степах, на степових і кам'янистих схилах, відслоненнях вапняків і крейди, а також як бур'ян на полях і вздовж доріг — у лісостепових і степових р-нах; на Правобережжі переважно в Степу.
Росте на верхніх частинах схилів різної експозиції крутістю 10—40° та на рівних верхівках. Формуються на ґрунтах потужністю 5—20 см, часто гумусовий шар змитий і материнська порода виходить на поверхню.

## Використання
У народній медицині молочай степовий використовують як послаблювальний, сечогінний і глистогінний засіб. Як зовнішнім засобом препаратами молочаю степового лікують хвороби шкіри. Соком рослини виводять бородавки, мозолі та плями на обличчі.